# Häggeby och Vreta
Häggeby och Vreta är en tätort i Håbo kommun, Uppsala län.
Orten som avgränsats och namnsatts av SCB omfattar bebyggelse i orterna Häggeby och Vreta, där Häggeby är kyrkbyn i Häggeby socken med sockenkyrkan Häggeby kyrka.

## Befolkningsutveckling
| Befolkningsutvecklingen i Häggeby och Vreta 1990–2020                                           | Befolkningsutvecklingen i Häggeby och Vreta 1990–2020 | Befolkningsutvecklingen i Häggeby och Vreta 1990–2020 | Befolkningsutvecklingen i Häggeby och Vreta 1990–2020 | Befolkningsutvecklingen i Häggeby och Vreta 1990–2020 |
| ----------------------------------------------------------------------------------------------- | ----------------------------------------------------- | ----------------------------------------------------- | ----------------------------------------------------- | ----------------------------------------------------- |
|                                                                                                 |                                                       |                                                       |                                                       |                                                       |
| År                                                                                              |                                                       |                                                       | Folkmängd                                             | Areal (ha)                                            |
| 1990                                                                                            | 1990                                                  |                                                       | 101                                                   | 56#                                                   |
| 1995                                                                                            | 1995                                                  |                                                       | 135                                                   | 49#                                                   |
| 2000                                                                                            | 2000                                                  |                                                       | 206                                                   | 53#                                                   |
| 2005                                                                                            | 2005                                                  |                                                       | 219                                                   | 62                                                    |
| 2010                                                                                            | 2010                                                  |                                                       | 224                                                   | 62                                                    |
| 2015                                                                                            | 2015                                                  |                                                       | 261                                                   | 87                                                    |
| 2020                                                                                            | 2020                                                  |                                                       | 254                                                   | 68                                                    |
| Anm.: Ny tätort 2005. Ej tätort 2000 på grund av för hög andel fritidsbebyggelse. # Som småort. |                                                       |                                                       |                                                       |                                                       |